# Asparagus squarrosus
Asparagus squarrosus — вид рослин із родини холодкових (Asparagaceae).

## Середовище проживання
Ареал: Кабо-Верде.